# Sphaerodactylus roosevelti
Sphaerodactylus roosevelti este o specie de șopârle din genul Sphaerodactylus, familia Gekkonidae, descrisă de Grant 1931. Conform Catalogue of Life specia Sphaerodactylus roosevelti nu are subspecii cunoscute.